# Coudray, Eure
Coudray är en kommun i departementet Eure i regionen Normandie i norra Frankrike. Kommunen ligger i kantonen Étrépagny som tillhör arrondissementet Les Andelys. År 2022 hade Coudray 217 invånare.

## Befolkningsutveckling
Antalet invånare i kommunen Coudray
Referens:INSEE